# تنظيم التصحيح الشعبي الناصري
تنظيم التصحيح الشعبي الناصري حزب سياسي يمني، تقدم للتسجيل في لجنة شئون الأحزاب 28/12/1995 وحصل على قرار التسجيل من لجنة شئون الأحزاب في 10/ 6/ 1996م.رئيس التنظيم الحالي اللواء أبو عبيدة القهالي.

## العملية السياسية
- شارك في الانتخابات النيابية الأولى 27 ابريل 1993 وحصل على مقعد واحد من إجمالي (301) مقعد في مجلس النواب
- وفي انتخابات أبريل 1997 لم يحصل على أي مقعد.
- دعم مرشح المؤتمر الشعبي العام في الانتخابات الرئاسية سبتمبر 1999 .
- شارك في الانتخابات النيابية الثالثة 27 أبريل 2003 ولم يحصل على أي مقعد وحصل على 15257 صوت من إجمالي الأصوات الصحيحة البالغ عددها 5996049 وبنسبة 0.25% .